# 안티오키아의 에프스타티오스
때때로 대(ο Μέγας)가 붙기도 하는, 안티오키아의 에프스타티오스(그리스어: Ευστάθιος Αντιοχείας, 260년경 - ?)는 4세기 안티오키아의 총대주교로, 아리우스주의의 반대자였다. 동방 정교회에서 그의 축일은 2월 21일이다.
에프스타티오스는 260년경 팜필리아 시디에서 태어났다. 320년경에 베리아의 주교가 되었으며, 323년경에 안티오키아의 대주교로 선출되었다. 325년에 니케아 공의회에 참석하였다. 에프스타티오스는 아리우스주의에 대한 가장 현저한 반대자 중 한 사람이었으며, 이후에도 지속적인 반아리우스 투쟁을 계속했다. 아리우스주의에 우호적인 케사리아의 에브세비오스와 그와 동명인 니코메디아의 주교는 안티오키아에서 교회회의를 열었고, 에프스타티오스에게 면직의 선고를 내렸으며, 이것은 황제에게 승인되었다. 그러나 안티오키아에서는 그의 추종자들의 저항으로 인해 에프스타티오스파가 생겨났고, 결국에는 삼위일체 교리를 둘러싸고 동방 교회가 분열한, 멜레티오스 분열로 발전했다.